# Texas Chainsaw 3D
Texas Chainsaw 3D (La masacre de Texas 3D en Hispanoamérica, Masacre en Texas: Herencia maldita en México y en Argentina, La matanza de Texas 3D en Chile y España) es una película de terror en 3D dirigida por John Luessenhop y escrita por Debra Sullivan y Adam Marcus, con un último retoque de Kirsten Elms, Stephen Susco y Luessenhop. Es la séptima película de la franquicia de The Texas Chainsaw Massacre. Siendo una secuela de la película original de 1974, semi reinicio de la saga e Ignorando las películas anteriores. El rodaje comenzó en julio de 2011.

## Sinopsis
En 1973, la gente de Newt, Texas, liderados por Burt Hartman, llegan a la casa de campo del clan Sawyer y la prenden fuego en un acto de justicia vigilante, luego de oir las historias de la sobreviviente Sally Hardesty. El grupo es proclamado como héroes y toda la familia es asesinada. Sin embargo, una pequeña niña con una marca de quemadura en el pecho es encontrada por Gavin Miller, quien enseguida asesina a la madre, Loretta Sawyer. Gavin y su esposa crían a la niña como su propia hija.
En 2012 Heather, una joven mujer, descubre que ella fue adoptada al recibir una carta que informa que Verna Carson, su abuela, ha fallecido. Heather viaja con su novio, Ryan; su amiga Nikki; y Kenny, novio de Nikky, a la casa de la abuela de Heather a buscar la herencia. En el camino recogen a un autoestopista, Darryl. Al llegar, Heather recibe una carta de Farnsworth, el abogado de Verna, la cual se niega a leer. Luego de decidir pasar allí la noche, el grupo se va a comprar provisiones dejando a Darryl cuidando la casa. Darryl comienza a robar objetos de valor pero es asesinado por Leatherface cuando abre una puerta en el sótano la cual lo mantenía confinado.
Heather y sus amigos regresan y encuentran la casa devastada. Mientras prepara la cena, Kenny baja a la bodega, Leatherface lo encuentra y lo empala en un gancho, para luego asesinarlo con una motosierra. Arriba, Heather encuentra el cuerpo en descomposición de Verna y luego es atacada por Leatherface en la cocina, aunque logra escapar. Nikki y Ryan llaman la atención de Leatherface, mientras Heather se sube a la van y recoge a sus amigos. Leatherface corta una de las llantas provocando que la van choque, matando a Ryan con el impacto. Persigue a Heather hasta una feria cercana, donde el Alguacil Carl está trabajando.
Heather es llevada la comisaría, en donde revisa los archivos y aprende acerca de cómo la familia Sawyer fue asesinada, empatizando con ellos. El sheriff y Hartman envían a un oficial a investigar la casa de Carson, quien informa de sus hallazgos. Este encuentra a Nikki escondida en un congelador, pero accidentalmente la mata de un disparo tras lo cual él mismo es asesinado con un hacha por Leatherface. El asesino corta la piel de la cara del oficial y la utiliza para hacerse una máscara nueva. Enfurecido por el reporte del oficial, Hartman jura terminar con los Sawyers remanentes. Heather se va de la comisaría y se encuentra con su abogado en un bar. Este le informa que Leatherface es su primo, Jedidiah "Jed" Sawyer, quien sobrevivió al incendio en la casa de campo familiar. Heather huye cuando Hartman la encuentrra y se topa con el Alguacil Carl en su patrulla. Mientras se alejan en la patrulla, Carl se revela como el hijo de Burt. Secuestra a Heather y la lleva al matadero de los Sawyer, donde la ata para atraer a Leatherface.
Luego de escuchar la radio del oficial de policía muerto, Leatherface se entera de dónde está Heather y se dirige allí para asesinarla, pero se retracta al ver la marca en su pecho. Leatherface es atacado desde atrás por Hartman y su amigo Ollie, y Heather aprovecha para escapar. Hartman y Ollie se preparan para tirar a Leatherface a una picadora de carne, pero Heather regresa y asesina a Ollie, tras lo cual le arroja la motosierra a Leatherface. El comisario arriba y duda en detener a Leatherface de matar a Hartman. Leatherface corta los dos brazos de Hartman con su motosierra, haciendo que caiga en la picadora de carne.
El sheriff les permite irse a Heather y Leatherface. Ambos regresan a la casa Carson, donde Heather finalmente lee la carta de Verna. En ella, le informa a Heather que su nombre es Edith Rose Sawyer, que Leatherface vive en el sótano detrás de la puerta de metal y que este la protegerá por el resto de su vida, pero que a cambio requerirá que ella lo cuide. Leatherface entierra el cuerpo de Verna. Heather acepta cómo el frágil estado mental de Leatherface lo llevó a cometer sus crímenes y lo acepta como su única familia.

## Reparto
El reparto fue anunciado en un comunicado de prensa de Lionsgate el 19 de julio de 2011.

### Personajes
- Dan Yeager como Cara de Cuero/Leatherface, primo de Heather
- Alexandra Daddario como Heather Miller.
- Tania Raymonde como Nikki, la mejor amiga de Heather.
- Trey Songz como Ryan Picharico, el novio de Heather.
- Keram Malicki-Sánchez como Kenny, novio de Nikki
- Paul Rae como Burt Hartman, el alcalde del pueblo.
- Thom Barry como Sheriff Hooper.
- Shaun Sipos como Darryl, chico que encuentran en el camino
- Elena Sánchez como Sally Hardesty (voz).
- James MacDonald como el oficial Marvin.
- Scott Eastwood como el oficial Hartman, "un oficial joven que está luchando contra una poderosa atracción hacia Heather"
- Richard Riehle como Farnsworth, el abogado de la familia Sawyer.

### Familia Sawyer
- Bill Moseley como Drayton Sawyer; Moseley interpretó a Chop Top en la secuela de 1986 The Texas Chainsaw Massacre 2
- Jim Siedow interpretó a Drayton Sawyer en los dos primeros filmes.[4]
- Dodie Brown como Loretta Sawyer.
- John Dugan como el Abuelo Sawyer.
- Gunnar Hansen tiene un cameo en la película como un miembro de la familia Sawyer; el jefe de familia. Hansen interpretó a Leatherface en la película original.
- Marilyn Burns que interpretó al personaje principal, Sally, también tiene un cameo como la abuela Verna Carson (integrante de los Sawyer)

## Producción
En enero de 2007, cuando se le preguntó si era posible una tercera película que siguiera la trama de la versión de 2006 The Texas Chainsaw Massacre: The Beginning, el productor Bradley Fuller dijo que no tenía planes futuros con Platinum Dunes para continuar la franquicia. En octubre de 2009, Twisted Pictures llegó a un acuerdo sobre los derechos de The Texas Chainsaw Massacre con Bob Kuhn y Kim Henkel después de discusiones con Platinum Dunes. El acuerdo es para varias películas. Carl Mazzocone firmó un contrato para producir The Texas Chainsaw Massacre 3D, con Avi Lerner y Mark Burg como productor ejecutivos. El guion fue escrito por Debra Sullivan y Adam Marcus.  Luessenhop fue elegido como director.
La película comenzó su preproducción en junio de 2011. El rodaje comenzó a finales de julio de 2011 en los estudios del Milenium en Shreveport, Luisiana. El rodaje de una secuencia sobre una diesta en la piscina se llevó a cabo el 1 de agosto. A finales de agosto, la producción se trasladó a Mansfield en la plaza del Palacio de Justicia y la oficina del sheriff de la ciudad.
Leatherface 3D fue estrenada el 4 de enero de 2013.

## Recepción

### Revisiones críticas
Basado en 66 comentarios recogidos por Rotten Tomatoes, Texas Chainsaw 3D recibió una calificación media de un 18% de aprobación general, con una puntuación media de 3.4/10. El consenso general es que la película está haciendo un "paso valiente" al tratar de convertir a Leatherface en un "anti-héroe del cine de horror", pero en última instancia no es más que "feo y cínico" en su intento. En Metacritic, la película recibió una puntuación de 33 sobre 100, indicando "críticas generalmente desfavorables", basado en 13 opiniones. El editor de IGN Eric Goldman escribió: "Algunos momentos de diversión en 3D asistido por salto asusta a un lado, Texas Chainsaw 3D es un intento genérico y risible de seguir el original.
El sitio español SOS Moviers dio una calificación de 4 estrellas sobre 10; alegando entre otras cosas que "Sufre de una especie de incomprensión: no consigue trazar con exactitud la polaridad de adolescencia frívola / género de terror" y concluye "Si todo marchase según las reglas convencionales, si los personajes fuesen huecos, si la historia fuese estándar… este film sería igual de hueco y estándar, pero disfrutable. Sin embargo, los encargados del film han quedado obnubilados en cerrar la historia con un desenlace que estropea toda la película". Más tarde, el escritor del artículo en su Blogger ofreció la crítica completa del film, sobre la base de una edición que SOS Moviers hizo con la crítica para evitar anticipaciones del final; y la calificación fue de 2 / 5 (aproximación exacta con 4 / 10) agregando "debemos recordar que los protagonistas son jóvenes adultos, que todavía se comportan demasiado como adolescentes en fiesta. Es ahí donde el guion falla y decide dar una vuelta en contra de "Masacre De Texas": el protagonista sobreviviente empieza a adquirir una actitud arrogante y severa, provocando a un policía con un cuchillo, escupiendo accidentales frases vengativas, y aliándose al asesino que previamente masacró a todos sus amigos" (actualmente el blogger ha sido eliminado, y el autor publicó el artículo en otro sitio, consulte la sig referencia).

### Taquilla
En su noche de estreno 4 de enero de 2013, Texas Chainsaw 3D obtuvo el primer lugar, ganando aproximadamente $ 10.200.000 en la taquilla de América del Norte. La película finalmente se llevó el primer lugar en el fin de semana, por lo que $ 25.601.740. En febrero de 2013, la película ha hecho $ 34,074,400 a nivel nacional.